# Ellie: Aldrig som förr
Ellie: Aldrig som förr, (orig. Incurable) ungdomsbok från 2005, utgiven på svenska 2006.

## Handling
Detta är andra delen i John Marsdens uppföljningsserie som i original heter The Ellie Chronicles. Ellie är med om ytterligare en räd med Liberation och håller på med att få till en kärlekshistoria med Jeremy Finley. Gavins syster visar sig vara i livet, och Ellie och han tar sig till hennes adress för att besöka henne. Utanför dörren väntar dock Gavins mammas mördare som försöker ta livet av dem.